# 301
301 (CCCI na numeração romana) foi um ano comum, o primeiro do século IV do Calendário Juliano, da Era de Cristo, teve início a uma quarta-feira  e terminou também a uma quarta-feira, a sua letra dominical foi E (52 semanas)
| Ano completo                        |
| ----------------------------------- |
| Ano comum com início à quarta-feira |

## Acontecimentos
- A República de San Marino é fundada (data tradicional).
- Gregório, o Iluminador converte o rei da Arménia, que se torna, assim o primeiro estado Cristão.
- Sima Lun faz um golpe de estado, na China, contra a Dinastia Jin, por um breve período.
- O Imperador Romano Diocleciano publica o Édito Máximo ou Édito dos Preços Máximos.

## Mortes
- Sima Lun